# Marek Hovorka
Marek Hovorka (* 8. října 1984, Dubnica nad Váhom, Československo) je slovenský lední hokejista.

## Reprezentace
Statistiky reprezentace na Mistrovstvích světa a Olympijských hrách:
| Turnaj        | Místo konání                           | Z | G | A | B | Umístění         | Soupisky          |
| ------------- | -------------------------------------- | - | - | - | - | ---------------- | ----------------- |
| MS 2012       | Finsko a Švédsko (Helsinky, Stockholm) | 4 | 0 | 0 | 0 | Stříbrná medaile | Soupiska MS 2012  |
| ZOH 2018      | Jižní Korea (Pchjongčchang)            | 4 | 0 | 0 | 0 | 11. místo        | Soupiska ZOH 2018 |
| MS 2018       | Dánsko (Kodaň, Herning)                | 5 | 1 | 1 | 2 | 9. místo         | Soupiska MS 2018  |
| Celkem na MS  |                                        | 9 | 1 | 1 | 2 |                  |                   |
| Celkem na ZOH |                                        | 4 | 0 | 0 | 0 |                  |                   |

## Kluby podle sezon
- 2003-2004 MHC Martin
- 2004-2005 MHk 32 Liptovský Mikuláš
- 2005-2006 MHk 32 Liptovský Mikuláš
- 2006-2007 MHk 32 Liptovský Mikuláš
- 2007-2008 MHk 32 Liptovský Mikuláš, HC Slovan Ústečtí Lvi
- 2008-2009 MHC Martin, HC Slovan Ústečtí Lvi
- 2009-2010 BK Mladá Boleslav, HC Slovan Ústečtí Lvi
- 2010-2011 Rytíři Kladno, HC Slovan Ústečtí Lvi
- 2011-2012 Rytíři Kladno
- 2012-2013 Rytíři Kladno, HC Sparta Praha
- 2013-14 HC Energie Karlovy Vary (E)
- 2014-2015 Piráti Chomutov 1. česká hokejová liga
- 2015-2016 Piráti Chomutov (E)
- 2015-2016 HC Vítkovice (E)[2]
- 2016-2017 MsHK Žilina
- 2017-2018 HC Košice
- 2018-2019 Admiral Vladivostok, HC Dynamo Pardubice
- 2019-2020 HC Dynamo Pardubice
- 2019-2020 Rytíři Kladno